# Xanthopimpla furcata
Xanthopimpla furcata là một loài tò vò trong họ Ichneumonidae.